# Mauricio Kuri
Mauricio Kuri González (Orizaba, Veracruz; 9 de mayo de 1969) es un empresario y político mexicano, miembro del Partido Acción Nacional. Desde el 1 de octubre de 2021 se desempeña como gobernador de Querétaro.
Fue senador por Querétaro (2018 - 2021), y coordinador del grupo parlamentario de Partido Acción Nacional (PAN) en el Senado. En 2015, fue avalado por el PAN para contender como ciudadano por la presidencia municipal de Corregidora. Ganó las elecciones para el cargo el 7 de junio del mismo año. Fungió como alcalde de Corregidora de 2015 a 2018.
En la iniciativa privada, ha ocupado cargos en instituciones como la Cámara Nacional de Comercio (CANACO) y la Confederación Patronal de la República Mexicana (Coparmex). También, ha sido parte de los consejos consultivos de la Comisión Estatal de Agua (CEA), del Instituto Mexicano del Seguro Social (IMSS) y el Instituto del Fondo Nacional de la Vivienda para los Trabajadores (Infonavit).

## Biografía

### Primeros años
Mauricio Kuri González nació el 9 de mayo de 1969 en Orizaba, Veracruz. Es descendiente de abuelos españoles y libaneses, Mauricio es el menor de los cinco hijos de Yamil Kuri y Sabina González. Sus hermanos son Ernesto, Martha, Yamil y Paulina. Cuando Kuri tenía nueve años, la familia se mudó a Querétaro, donde reside desde entonces. 
Está casado desde hace más de 20 años con Carmen María Herrera Soto, con quien tiene tres hijos: Mauricio, Carmen María y Sabina. 
Se licenció en Derecho por la Universidad del Valle de México, Campus Querétaro. Cursó diplomados en Finanzas, Desarrollo Personal, Desarrollo Empresarial y Liderazgo.
A los trece años empezó a trabajar en el negocio familiar, dedicado a la fabricación de ropa. También trabajó en la Ciudad de México, en el restaurante Monte Líbano, propiedad de su padre, hasta que, tras el sismo de 1985, el edificio donde este se encontraba colapsó.
En 1998, con la asesoría de un amigo cercano y el apoyo económico de Grupo Modelo, abrió la primera tienda El Asturiano. En poco más de 17 años, el negocio se convirtió en una cadena de tiendas de conveniencia.
En 2014 vendió dichas tiendas a Grupo Perc, una empresa del sector gasolinero al que actualmente se le atribuye el crecimiento de más de 400 tiendas y su incorporación como franquicias. 
De 1997 a 2014 fue presidente del Consejo y propietario de la Corporación El Asturiano S.A. de C.V. También es miembro propietario del Consejo de Accionistas de Preprensa Digital S.A. de C.V., y socio fundador de Help Money, Institución de Crédito.
En el ramo empresarial en Querétaro, Kuri González se desempeñó como presidente de la Cámara Nacional de Comercio (Canaco) de 2006 a 2008. Formó parte de los Consejos Consultivos de la Comisión Estatal de Agua (CEA), del Instituto Mexicano del Seguro Social (IMSS) y del Instituto del Fondo Nacional de la Vivienda para los Trabajadores (Infonavit). De 2012 a 2014, fue también presidente de la Confederación Patronal de la República Mexicana (Coparmex) en Querétaro.
Es miembro del Consejo Directivo de la Cámara Nacional de Comercio, Servicios y Turismo (Canaco) Delegación Querétaro. De 2000 a 2001 ocupó el cargo de vicepresidente de gestiones y fue nombrado presidente de la misma de 2006 a 2018, pero dejó el cargo en 2015, para convertirse en candidato a la presidencia municipal de Corregidora.
Dentro de los organismos empresariales de la entidad, Kuri se incorporó a los trabajos de Confederación Patronal de la República Mexicana (Coparmex), como integrante del Consejo Directivo. Posteriormente, fue vicepresidente del mismo y, en 2012, se convirtió en presidente de la Confederación, cargo que ocupó hasta 2014.

## Trayectoria política

### Alcalde de Corregidora
Durante el proceso electoral de 2015, fue abanderado por el Partido Acción Nacional para contender como candidato ciudadano a la presidencia municipal de Corregidora. Obtuvo 34,172 votos, que representan 52.09% del total de los emitidos. Con una diferencia de 24.91% respecto a su contrincante más cercano, se convirtió en alcalde electo por el mayor margen porcentual de votos en el estado aquel año. 
El 10 de junio, el Instituto Electoral del Estado de Querétaro (IEEQ) le entregó la constancia de mayoría que lo acreditaba como presidente municipal electo. Rindió protesta al cargo el 1 de octubre de 2015.
Bajo el lema “Corregidora Ciudadana”, encabezó un equipo de colaboradores que trabajó de la mano con los ciudadanos para transformar juntos al municipio, convirtiéndose en la primera demarcación del país en la que todo el Gabinete presentó su declaración 3de3.
Además, bajo su gestión, Corregidora fue también el primer municipio de la república mexicana en obtener la certificación Great Place To Work; en materia de seguridad se registró una inversión histórica de 250 millones 762 mil 850 pesos. Este fue un buen esfuerzo, aunque le queda como asignatura pendienteel hecho de que desde el punto de vista de objetivos de impacto, no se redujo la desersión scolar en este periodo en su demarcación.
Cumplió con la meta de duplicar el número de becas, llegando a entregar casi 60 mil en su mandato; asimismo, logró atraer una inversión privada sin precedentes por un monto de ocho mil 310 millones 569 mil pesos y la generación de nueve mil 68 nuevos empleos, que hubieran sido históricos, de no darse también en el periodo una importante pérdida de empleos.

### Senador de la República

Mauricio Kuri González en el pleno del Senado de México.

En las elecciones del 1 de julio de 2018, fue postulado por la coalición Por México al Frente —integrada por el Partido Acción Nacional, el Partido de la Revolución Democrática (PRD) y Movimiento Ciudadano (MC)—. Junto con Guadalupe Murguía contendió por el cargo de Senador de la República por el estado de Querétaro. Tras las votaciones obtuvo el 38.81% de los votos, equivalente a 389,334 votos, resultando ganador de la contienda junto con su compañera de fórmula. 
El 8 de julio de 2018, la Junta Local del Instituto Nacional Electoral (INE) le entregó la constancia de mayoría relativa que lo acreditó como senador de la República. Tomo protesta el 1 de septiembre de 2018 para las LXIV y LXV legislaturas que concluirá el 30 de julio de 2024. Dentro del Senado fue nombrado secretario de la Comisión de Hacienda y Crédito Público e integrante de la Comisión de Derechos Humanos y de la Comisión de Ciencia y Tecnología.  
El 30 de enero del 2019 es nombrado por el presidente de Acción Nacional en turno, Coordinador del Grupo Parlamentario de Acción Nacional en el Senado de la República, esto tras el fallecimiento del senador Rafael Moreno Valle Rosas quien se desempañaba como coordinador. Junto con su bancada, ha liderado a la primera fuerza política de oposición, levantado la voz en contra de algunas decisiones del gobierno actual desde la Cámara Alta.
| Órganos a los que perteneció              | Órganos a los que perteneció | Órganos a los que perteneció                    |
| Comisión o Comité                         | Puesto                       | Periodo                                         |
| ----------------------------------------- | ---------------------------- | ----------------------------------------------- |
| Junta de Coordinación Política            | Integrante                   | 7 de febrero de 2019 - 1 de febrero de 2021     |
| Comisiones y comités a los que perteneció |                              |                                                 |
| Comisión o Comité                         | Puesto                       | Periodo                                         |
| Hacienda y Crédito Público                | Secretario                   | 25 de septiembre de 2018 - 8 de febrero de 2019 |
| Ciencia y Tecnología                      | Integrante                   | 27 de septiembre de 2018 - 1 de febrero de 2021 |
| Derechos Humanos                          | Integrante                   | 27 de septiembre de 2018 - 1 de febrero de 2021 |
| Economía                                  | Integrante                   | 27 de septiembre de 2018 - 8 de febrero de 2021 |

### Candidato a la Gubernatura
El 25 de enero de 2021, Kuri se registró en el Comité Directivo Estatal del Partido Acción Nacional (PAN) como aspirante para la gubernatura del estado de Querétaro. Fue una campaña muy activa en la que recorrió todos los municipios del estado, su lema fue "Contigo y con todo" en la que contendió por el PAN en coalición con el Partido Querétaro Independiente.
En las elecciones del 6 de junio de 2021 con 457 mil 17 votos representando el 54.25% de los votos ganando los comicios. El 13 de junio de 2021 el Instituto Electoral del Estado de Querétaro (IEEQ) le entregó la constancia de mayoría relativa que lo acreditó como gobernador electo.
Gobernador Constitucional del Estado Libre y Soberano de Querétaro
Así como lo establece la Constitución Política del Estado Libre y Soberano de Querétaro tomó protesta el día 1 de octubre de 2021 como titular del Poder Ejecutivo Estatal para el período 2021-2027, esta toma de protesta se realizó en el Teatro de la República, mismo recinto donde fue redactada la Constitución por Venustiano Carranza en 1917.
A esta toma de protesta asistieron los titulares de los tres poderes del Estado, así mismo asistió en representación del presidente Andrés Manuel López Obrador el Canciller Marcelo Ebrard Casaubón, así como los gobernadores de Hidalgo, Chihuahua, Yucatán, Durango también asistieron los exgobernadores Mariano Palacios Alcocer, Enrique Burgos García, Ignacio Loyola Vera, Francisco Garrido Patrón, José Calzada Rovirosa y Jorge López Portillo Tostado.
Mauricio Kuri, señaló que en su gobierno habría desarrollo económico pero con perspectiva social, así mismo se comprometió a reducir la pobreza en las zonas rurales del estado y a solucionar la falta del agua. También anunció la creación del Instituto Queretano del Emprendimiento, que detonará la creación de PYMEs, principalmente por los jóvenes. Así mismo presentó un plan para la reactivación de la economía tras la Pandemia de COVID-19, esto debido a que algunas industrias del estado pararon por los contagios. 